# Berekfürdő
Berekfürdő är ett mindre samhälle i provinsen Jász-Nagykun-Szolnok i Ungern. År 2019 hade Berekfürdő totalt 997 invånare.